# Turbonilla pumila
Turbonilla pumila é uma espécie de molusco pertencente à família Pyramidellidae.
A autoridade científica da espécie é Seguenza G., tendo sido descrita no ano de 1876.
Trata-se de uma espécie presente no território português, incluindo a zona económica exclusiva.